# 小高原鰍
小高原鰍（學名：Triplophysa parvus）為輻鰭魚綱鯉形目條鰍科高原鰍屬的其中一種。分布於亞洲中國雲南省加龍河流域，本魚體延長且側扁，具觸鬚3對，體無鱗片，側線明顯，背鰭前緣有兩個馬鞍狀黑斑，邊緣模糊，背鰭尾側有四個馬鞍狀黑斑，腹鰭尾端幾乎到達肛門，體長可達3.2公分，棲息在海拔1,700多公尺溪流底層水域，生活習性不明。

## 扩展阅读
維基物種上的相關：小高原鰍